# Lezky
Lezky (ukrainisch Лецьки; russisch Лецки Lezki) ist ein Dorf in der ukrainischen Oblast Kiew mit etwa 850 Einwohnern (2004).

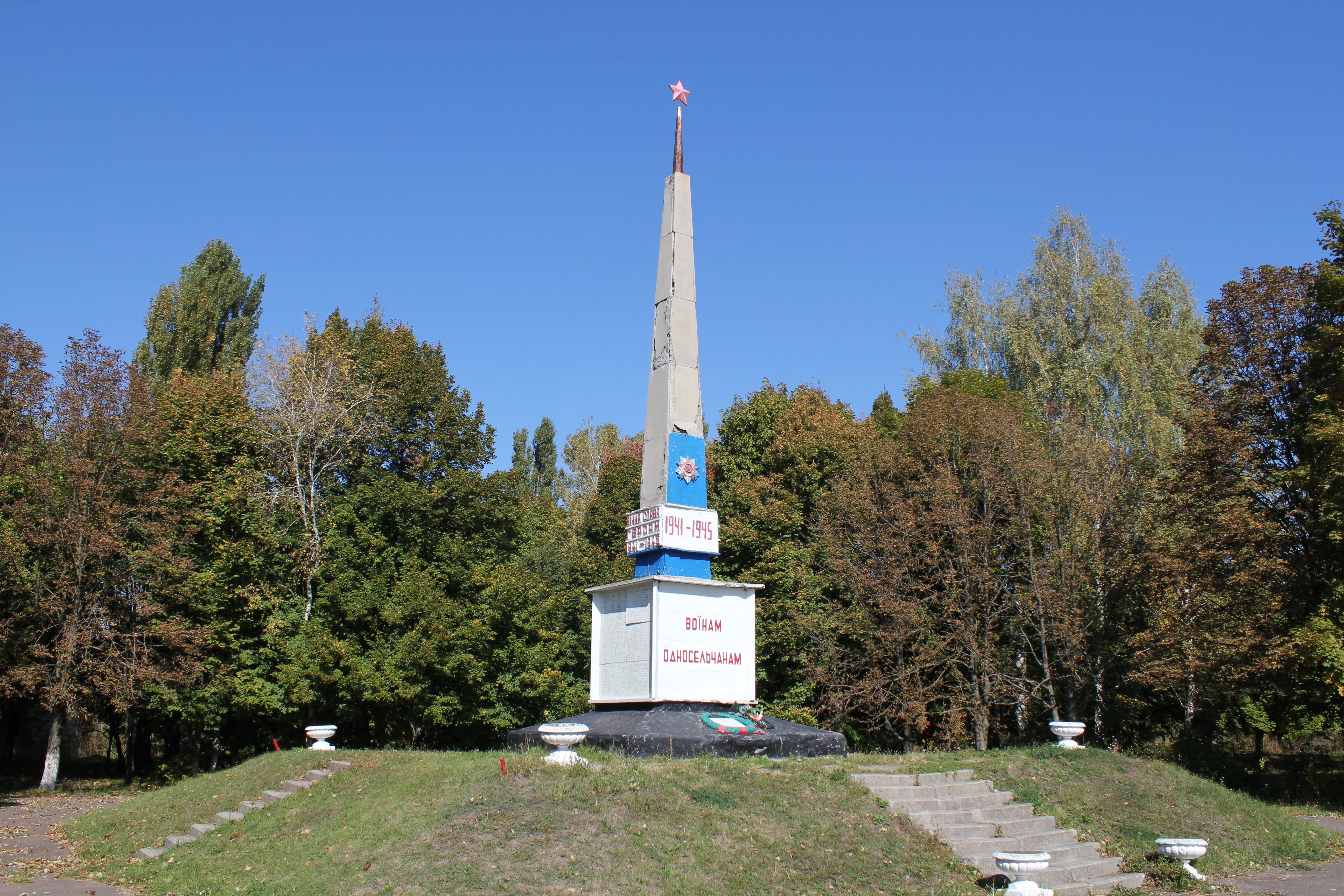
Massengrab und Denkmal des Großen Vaterländischen Krieges in Lezky

Lezky liegt nordöstlich des Dorfes Zybli und der Fernstraße N 08 15 km südöstlich vom ehemaligen Rajonzentrum Perejaslaw und etwa 100 km südöstlich der Hauptstadt Kiew.
Am 12. Juni 2020 wurde das Dorf ein Teil der neugegründeten Landgemeinde Zybli, bis dahin bildete es zusammen mit den Dörfern Winynzi (Вінинці) und Polohy-Tschobitky (Пологи-Чобітки) die gleichnamige Landratsgemeinde Chozky (Хоцьківська сільська рада/Chozkiwska silska rada) im Südosten des Rajons Perejaslaw-Chmelnyzkyj.
Am 17. Juli 2020 kam es im Zuge einer großen Rajonsreform zum Anschluss des Rajonsgebietes an den Rajon Boryspil.

## Persönlichkeiten
- Iwan Kowalenko (1919–2001), ukrainischer Autor und sowjetischer Dissident